# Ruth Lea
Ruth Jane Lea (ur. 22 września 1947 w Cheshire) – brytyjska ekonomistka i dziennikarka.
Studiowała na uniwersytecie w Yorku, gdzie uzyskała stopień licencjata z ekonomii, oraz obroniła tytuł magistra na uniwersytecie w Bristolu. Jest profesorem uniwersytetu w Greenwich.
Została powołana w 2015 na stanowisko komandora orderu Imperium Brytyjskiego dla publicznych usług finansowych.